# Vytautas Leščinskas
Vytautas Leščinskas (Dno, 20 gennaio 1922 – Kaunas, 8 agosto 1977) è stato un cestista lituano.

## Carriera
Con la Lituania ha disputato i Campionati europei del 1939, vincendo la medaglia d'oro.